# Pavla Brady
Pavla Brady (čti brejdy) (* 27. dubna 1972 Opava) je česká fotografka, překladatelka, tlumočnice, soudní znalkyně a politička. V letech 2010 až 2014 byla první náměstkyní primátora Statutárního města Opavy a v letech 2012 až 2016 byla místopředsedkyní Strany zelených (nejdříve jako 1. místopředsedkyně, od roku 2014 jako 2. místopředsedkyně). V letech 2011 až 2013 byla také předsedkyní představenstva fotbalového klubu SFC Opava.

## Politická angažovanost
Od roku 2006 zastupitelka města Opavy a v letech 2010–2011 místopředsedkyně Strany pro otevřenou společnost. V roce 2010 byla zvolena opavským zastupitelstvem 1. náměstkyní primátora města Opavy. Ve volbách do zastupitelstva Moravskoslezského kraje na podzim 2012 vedla kandidátní listinu Strany zelených a nezávislých. Na sjezdu Strany zelených, konaném 23.–25. listopadu 2012 v České Třebové, byla zvolena 1. místopředsedkyní strany. Funkci zastávala do ledna 2014, kdy ji vystřídala Jana Drápalová a Pavla Brady byla zvolena 2. místopředsedkyní strany. Na sjezdu strany v lednu 2016 pak do předsednictva SZ již nekandidovala.
Ve volbách do Poslanecké sněmovny PČR v roce 2013 kandidovala v Moravskoslezském kraji jako jednička Strany zelených, ale neuspěla.
V komunálních volbách v roce 2014 obhájila post zastupitelky města Opavy, když jako členka SZ vedla kandidátku subjektu „Zelená pro Opavu“ (tj. SZ a nezávislí kandidáti). Pozici náměstkyně primátora však neobhájila. V krajských volbách v roce 2016 byla lídryní společné kandidátky SZ a SNK-ED v Moravskoslezském kraji, ale neuspěla a do zastupitelstva se nedostala.

## Vzdělání, profese
Po ukončení studia na opavském gymnáziu (1990) vystudovala v letech 1990–1995 Vysoké učení technické v Brně, Fakultu stavební. Poté nastoupila na čtyřsemestrální specializační studium technického znalectví v oboru stavebnictví a ekonomiky na ústav soudního inženýrství VUT.
Pracovala jako soudní znalkyně v oboru stavebnictví a oceňování nemovitostí a zároveň jako tlumočnice angličtiny.